# 1909 en sport

Cet article présente les faits marquants de l'année 1909 en sport.

## Baseball
- Les Pirates de Pittsburgh remportent la Série mondiale face aux Tigers de Détroit

## Cricket
- Le Kent est champion d’Angleterre.
- New South Wales gagne le championnat australien, le Sheffield Shield.
- La Western Province gagne le championnat sud-africain, la Currie Cup.

## Cyclisme
- Le Français Octave Lapize s'impose dans le Paris-Roubaix.
- 16 mai : le Belge Victor Fastre s'impose dans Liège-Bastogne-Liège.
- Tour de France (5 juillet au 5 août) : le Luxembourgeois François Faber remporte le Tour devant Gustave Garrigou et Jean Alavoine.
  - Article détaillé : Tour de France 1909

## Football
- 8 avril : CC San Sebastien remporte la Coupe d’Espagne face à l’Espagnol FC Madrid, 3-1.
- 25 avril : le Stade helvétique de Marseille est champion de France USFSA.
- 25 avril : la JA Saint-Ouen est champion de France CFI.
- 28 avril : Pro Vercelli champion d’Italie.
- Karlsruhe champion d’Allemagne.
- La Royale Union Saint-Gilloise est championne de Belgique de football.
- Newcastle UFC champion d’Angleterre.
- Manchester United remporte la Coupe d’Angleterre face à Bristol City, 1-0.
- Celtic F.C. est champion d’Écosse.
- 6 juin : Young Boys de Berne remporte le Championnat de Suisse.
- Juillet : fondation du club suisse du FC Sion.
- 5 décembre : Palmeiras champion de l'État de Sao Paulo (Brésil).
- 19 décembre : fondation du club allemand du Borussia Dortmund.

## Football canadien
- Coupe Grey : University of Toronto 26, Toronto Parkdale 6

## Golf
- Le Britannique John H. Taylor remporte le British Open
- L’Américain George Sargent remporte l’US Open

## Hockey sur glace
- Création du Club de Hockey Canadien.
- HC Bellerive Vevey champion de Suisse.
- Les Silver Seven d'Ottawa, non défiés, conservent la Coupe Stanley.

## Joute nautique
- Louis Vaillé (dit lou mouton) remporte le Grand Prix de la Saint-Louis à Cette.

## Rugby à XIII
- Wakefield Trinity remporte la Challenge Cup anglaise.
- Wigan est champion d’Angleterre.
- South Sydney remporte la Winfield Cup, championnat d’Australie.

## Rugby à XV
- 16 janvier au 20 mars : tournoi britannique de rugby à XV 1909.
- 13 mars : le pays de Galles remporte le tournoi britannique, après avoir gagné ses trois matches.
- 4 avril : le Stade bordelais UC est champion de France en s'imposant 17-0 à Toulouse face au Stade toulousain.
- Le Durham est champion d’Angleterre des comtés.

## Sport automobile
- 12 août : inauguration de l'Indianapolis Motor Speedway d'Indianapolis avec une course automobile qui se termine en tragédie (plusieurs morts, de nombreux pilotes blessés) à cause du revêtement de la piste.

## Tennis
- 19e édition du championnat de France :
  - Le Français Max Decugis s’impose en simple hommes.
  - La Française Jeanne Matthey s’impose en simple femmes.
- 33e édition du Tournoi de Wimbledon :
  - Le Britannique Arthur Gore s’impose en simple hommes.
  - La Britannique Dora Boothby en simple femmes.
- 29e édition du championnat des États-Unis :
  - L’Américain Bill Larned s’impose en simple hommes.
  - L’Américaine Hazel Hotchkiss s’impose en simple femmes.
- L’Australie remporte la Coupe Davis face aux États-Unis (5-0).

## Naissances
- 1er janvier : Laurent Di Lorto, footballeur français, gardien de but de l'équipe de France pendant la Coupe du Monde 1938 en France. († 28 octobre 1989).
- 16 janvier : Ellen King, nageuse écossaise († février 1994).
- 7 mars : André Abegglen, footballeur suisse († 8 novembre 1944).
- 24 avril : Konrad Frey, gymnaste allemand, triple champion olympique (cheval d'arçons, barres parallèles et par équipes) aux Jeux de Berlin en 1936. († 24 mai 1974).
- 17 mai : Karl Schäfer, patineur artistique autrichien, champion olympique en 1932 et 1936, sept fois champion du monde en 1930, 1931, 1932, 1933, 1934, 1935 et 1936. († 23 avril 1976).
- 30 juin : George Headley, joueur de cricket des Indes occidentales († 30 novembre 1983).
- 19 juin : Robert Défossé, footballeur français († 30 août 1973).
- 6 juillet : Jean Taris, nageur français, vice-champion olympique du 400m nage libre aux Jeux de Los Angeles en 1932 († 10 janvier 1977).
- 8 juillet : Louis Finot, footballeur français († 14 février 1996).
- 15 juillet : Georges Verriest, footballeur français († 11 juillet 1985).
- 20 août : Montgomery Wilson, patineur artistique canadien († 1964).
- 22 août : Sylvère Maes, coureur cycliste belge, vainqueur du Tour de France en 1936 et 1939. († 5 décembre 1966).
- 6 septembre : Severino Minelli, footballeur suisse († 23 septembre 1994).
- 17 septembre : Ernie Koy, joueur de baseball américain. († 1er janvier 2007).
- 29 octobre :
  - Frank Wykoff, athlète américain († 1er janvier 1980).
  - Yvan Beck, footballeur français († 2 juin 1963).
- 9 décembre : Martin Serre, joueur français de rugby à XIII  († 15 mars 1992)
- 26 décembre : Oldrich Nejedly, footballeur tchèque († 11 juin 1990).